# Олександрійський театр

«Олександрійський театральний листок» № 7 за 1911 р.

Олександрійський театр — театр, який діяв у місті Олександрія у кінці XIX — на початку та в середині XX століть. Нині споруда є Міським палацом культури.

## Історія
За спогадами Марка Кропивницького, у 1870-х роках Олександрія була одним із небагатьох міст в Україні, наряду з Єлизаветградом та Херсоном, де діяли аматорські театральні трупи, які ставили п'єси українського репертуару.
27 жовтня 1882 року в Єлисаветграді відбулася перша вистава театральної трупи, очолюваної Марком Лукичем Кропивницьким. Цей день Україна відзначає як день народження українського національного професійного театру.
Театр в Олександрії з'явився у 1880-х роках. Спочатку це було погано пристосоване складське приміщення. Пізніше театр придбав купець Чибісов, який у 1902 році його повністю реконструював. При перебудові були враховані досягнення вітчизняного та зарубіжного будівництва театрів. Стіни були з порожнистої цегли, підлога та стеля мали визначений кут нахилу по відношенню до стін, а кути стін заокруглені. Усе це створювало хорошу акустику. Була розширена сцена, проведено електрику, добудоване фоє.
У театрі грали переважно пересувні акторські трупи. У жовтні 1905 року в Олександрії гастролювало «Товариство малоросійських акторів» під керівництвом Панаса Саксаганського та за участю І. К. Карпенка-Карого, М. Л. Кропивницького, М. К. Садовського та М. К. Заньковецької. Також виступали російськомовні театральні трупи, у складі яких грали видатні актори: Олександра Яблочкіна, Олександр Сумбатов-Южин.
Театральне мистецтво було настільки популярне серед жителів Олександрії, що на початку XX століття у місті почала видаватись театральна газета «Олександрійський театральний листок». Це була єдина на усю Російську імперію театральна газета у невеликому провінційному місті.
Вітальні листівки акторам від театралів міста

Будівля колишнього театру під час Німецько-радянської війни

Тут здійснювалися також і оперні постановки. Як повідомляв «Олександрійський театральний листок», у 1911 році оперне товариство під керуванням М. Є. Медведєва показало в Олександрії опери Д. Верді «Травіата», «Аїда», П. І. Чайковського «Євгеній Онєгін» та Р. Леонкавалло «Блазні». На сцені театру йшли балети Маріуса Петіпа.
На початку XX століття у цьому театрі розпочинав свою акторську кар'єру Гнат Юра.
Після встановлення радянської влади в Олександрії був створений пересувний драматичний театр імені М. Л. Кропивницького, який надалі став обласним театром у Кіровограді.
Під час Німецько-радянської війни театр було спалено ще до зайняття міста німецькими військами, вціліли лише зовнішні стіни. Після відбудови у 1960-х роках приміщення стало Будинком культури Олександрійського електромеханічного заводу.
У 2000 році Будинок культури був переданий у фонд комунального майна міста Олександрії, та був підпорядкований відділу культури Олександрійської міської ради. Надалі він став Міським палацом культури.

### Театр на листівках початку XX століття

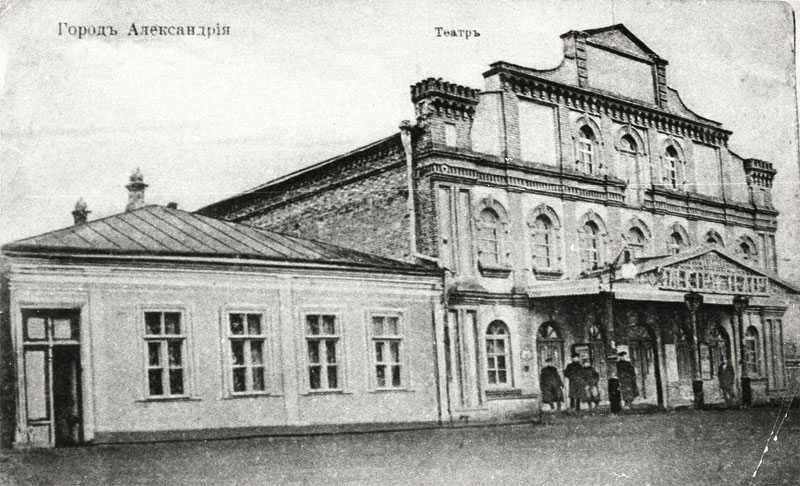
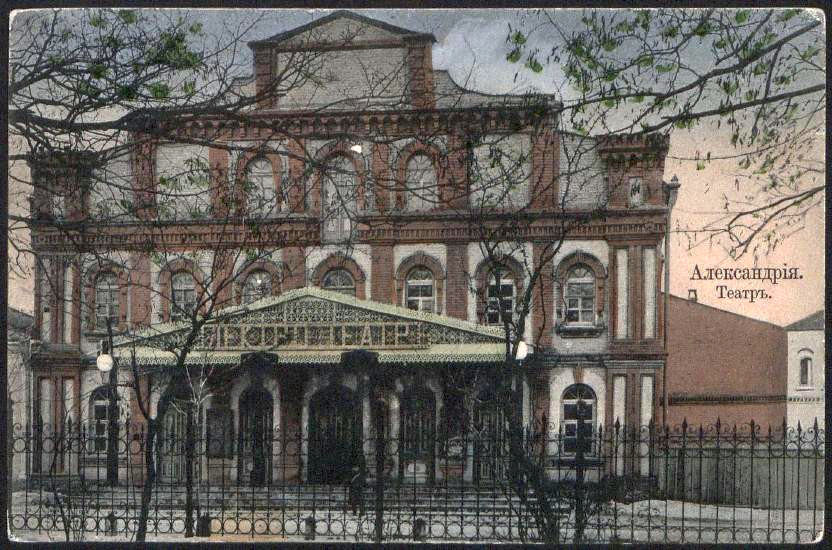

### Реставрація кінця 2010-тих рр.
З 2016 року споруда колишнього олександрійського театру знаходиться на реставрації. Кошторисна вартість проєкту склала понад 92 млн грн.
У 2016 році відремонтували дах, утеплили горище, замінили вікна та двері на автентичні з врахуванням вимог енергоощадження та реставраційного завдання, забезпечили вогнезахист дерев'яних і металевих елементів споруди.
Упродовж 2017 та 2018 років відреставрували фасад і встановили огорожу. У 2019 провели внутрішню перебудову зали та фоє. У 2020 році планують завершити роботи з оздоблення та благоустрою території.

## Комунальний заклад «Міський палац культури»
Нині у будівлі колишнього олександрійського театру діє кілька аматорських колективів: п'ять народних колективів та один зразковий.
- Народний аматорський хор «Веселка», заснований у 1961 році, керівник — Заслужений працівник культури України Володимир Скляр. У 2003 році хор отримав Диплом II ступеня за участь у I Всеукраїнському фестивалі козацької пісні імені Семена Климовського.
- Народний аматорський ансамбль танцю «Віночок», керівник — Заслужений працівник культури України Григорій Абажей. Ансамбль був організований у 1963 році.
- Вокальний ансамбль «Перлина», керівник — Наталія Дегтярьова.
- Народний інструментальний оркестр «Камертон», керівник — Ігор Марков. Оркестр заснований у 1978 році. У 1990 році колективу було присвоєно звання «Народний самодіяльний». У його репертуарі українські народні пісні, пісні українських композиторів, танці, інструментальні твори.
- Вокальний ансамбль «Фаворит»
- Театральна студія «Едем»
- Зразковий дитячий самодіяльний театр танцю «Вуличний балет», заснований у 1988 році, керівник — Тетяна Ребер. У 1996 році колективу було присвоєно звання «Зразковий» наказом Президії Української професійної спілки.
- Колектив естрадно-спортивного танцю «Стиль», керівник — Софія Слуцька-Жир.

Головний фасад у 2009 році
Міський палац культури з північного боку. 2009 р.
Вхід до двору. 2009 р.
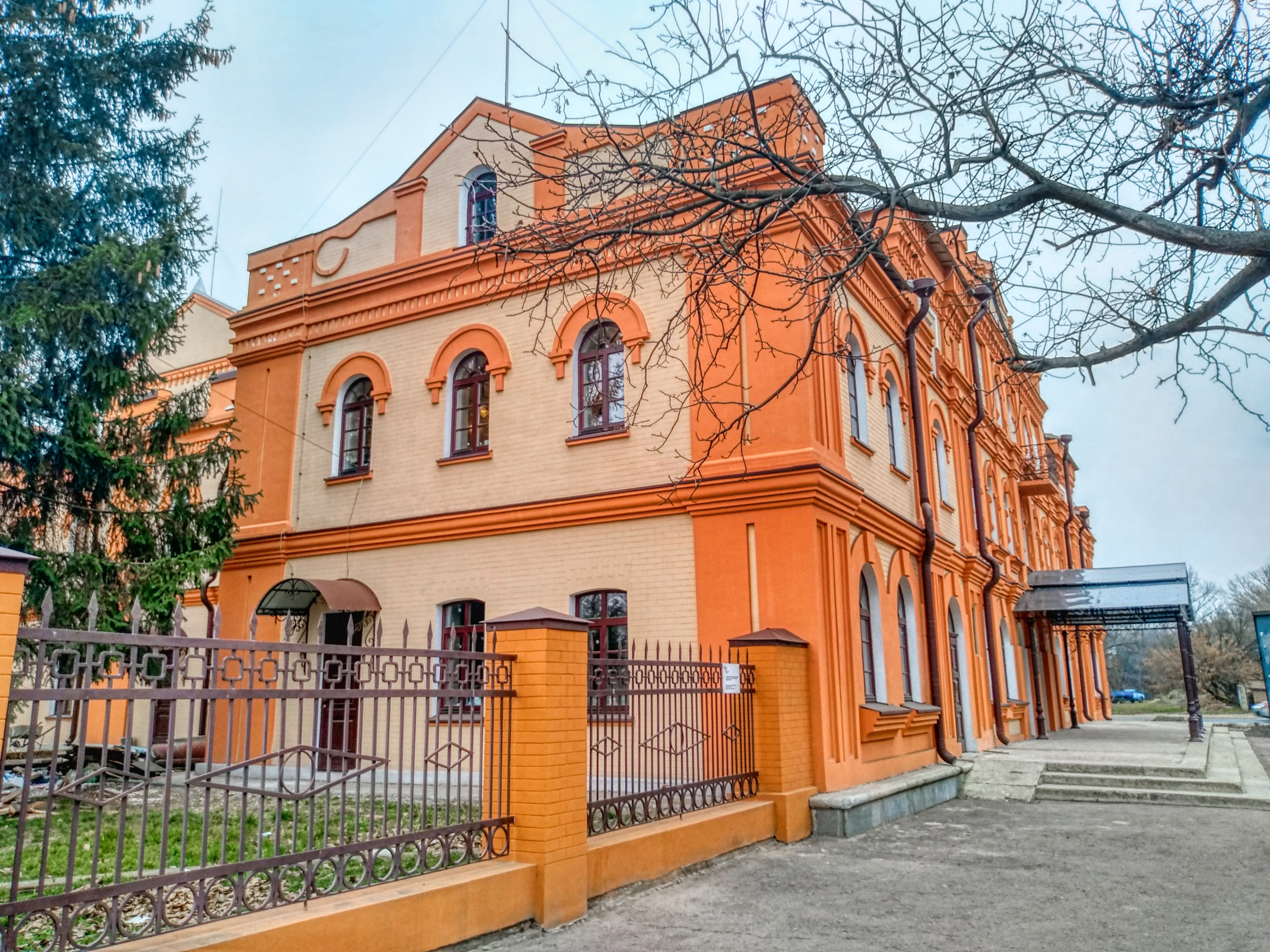

## Меморіальні дошки
На фасаді сучасного Міського палацу культури було встановлено кілька меморіальних дошок на честь осіб, пов'язаних із будівлею.

Дошка на честь Гната Юри.
Дошка про зустріч В'ячеслава Чорновола з мешканцями міста у 1998 р.
Дошка Володимиру Скляру.

## Використані джерела та література
- Олександрія — 1979 рік[недоступне посилання з липня 2019](рос.)
- Інформація на сайті Олександрійської влади[недоступне посилання з липня 2019]